# Scottiola variegata
Scottiola variegata är en insektsart som först beskrevs av Lucien Chopard 1929.  Scottiola variegata ingår i släktet Scottiola och familjen syrsor. Inga underarter finns listade i Catalogue of Life.